# ガンマン・アンド・アザー・ストーリーズ
『 ガンマン・アンド・アザー・ストーリーズ (原題: The Gunman and Other Stories) 』は2001年6月に EMI Liberty から発売されたプリファブ・スプラウトの7th アルバム。トニー・ヴィスコンティによるプロデュースで、外部ミュージシャンとして Carlos Alomar とジョーダン・ルーデスが参加している。
ミキシングの際にはパディ・マクアルーンとトニー・ヴィスコンティが同じスタジオで作業せず、ニューヨークにいるトニー・ヴィスコンティからメールを介してミキシング・データのやり取りを行って作業が進められた。
アルバムにはパディ・マクアルーンが他のアーティストのために書いた曲が自分らのバージョンとして収録されていて、Jimmy Nail の為に書かれた曲では1994年の「Cowboy Dreams」と1996年の「I'm A Troubled Man」があり、シェールの為に書かれた「The Gunman」は1995年のアルバム『 It's a Man's World 』に収録されている。
このアルバムは今までの Kitchenware Records ではなく、EMI の Liberty レーベルから発売され、全英アルバム・チャートでは最高位が50位までとなっている。日本向けに発売されたCDはエンハンスド CD仕様（CD extra）になっていて、「Cowboy Dreams」のビデオが収録されている。

## 収録曲
| #   | タイトル                                                                                    | 作詞 | 作曲・編曲 | 時間 |
| --- | ------------------------------------------------------------------------------------------- | ---- | ---------- | ---- |
| 1.  | 「Cowboy Dreams」                                                                           |      |            | 5:18 |
| 2.  | 「Wild Card In The Pack」                                                                   |      |            | 3:40 |
| 3.  | 「I'm A Troubled Man」                                                                      |      |            | 3:18 |
| 4.  | 「Streets Of Laredo / Not Long For This World」(traditional theme adapted by Paddy McAloon) |      |            | 4:36 |
| 5.  | 「Love Will Find Someone For You」                                                          |      |            | 3:22 |
| 6.  | 「Cornfield Ablaze」                                                                        |      |            | 4:48 |
| 7.  | 「When You Get To Know Me Better」                                                          |      |            | 3:05 |
| 8.  | 「Gunman」                                                                                  |      |            | 8:39 |
| 9.  | 「Blue Roses」                                                                              |      |            | 3:10 |
| 10. | 「Farmyard Cat」                                                                            |      |            | 3:12 |

## データ
All songs composed by Paddy McAloon
except track 4 which is a traditional theme adapted by Paddy McAloon
Produced by Tony Visconti
Design and image manipulation by Crues la Mar
All photographs by Stuart Douglas